# Branko Strupar
Branko Strupar (Zagreb, 9. veljače 1970.) je hrvatski umirovljeni nogometaš i bivši belgijski  reprezentativac. 
Rođen je u Prečkom. Igračku karijeru započeo je u drugoligašu Španskom, za koji je u pet sezona odigrao 137 utakmica.
Odlaskom u belgijski Genk, tada drugoligaša, u ljeto 1994., dotadašnji Samoborov igrač Besnik Hasi ćelnicima kluba preporučuje Strupara. Prve sezone u Genku Strupar je zabio 33 pogotka i odveo Genk u belgijsku prvu ligu. U Genku je igrao šest sezona, osvojivši belgijsko prvenstvo i kup, a 1998. i zlatnu kopačku za najboljega strijelca prvenstva s 22 pogotka. Jedini je Genkov nogometaš po kojemu je nazvana tribina Luminus Arene, ispod koje se nalazi i muzej posvećen njemu.